# Meine Freundin Conni – Geheimnis um Kater Mau
Meine Freundin Conni – Geheimnis um Kater Mau ist ein deutscher Animationsfilm aus dem Jahr 2020. Er basiert auf den beliebten Kinderbüchern von Liane Schneider und der animierten TV-Serie, die von youngfilms in Hamburg und Barcelona in den Jahren 2011 bis 2015 produziert wurde.

## Handlung
Conni geht zum ersten Mal ohne ihre Familie auf eine große Reise! Natürlich sind auch ihre besten Freunde Anna und Simon dabei, nur ihren Kater Mau darf sie nicht mitnehmen.
Kaum in der Jugendherberge an der alten Burgmühle angekommen, entdeckt Conni, dass Mau als blinder Passagier mitgekommen ist. Doch Haustiere sind in der Unterkunft nicht erlaubt und zu allem Überfluss ist Frau Weingärtner, die Besitzerin der Jugendherberge, auch noch allergisch gegen Katzenhaare.
Conni versucht, Mau zu verstecken, aber den frechen Kater kümmert das wenig. Er erkundet neugierig die Umgebung und richtet dabei jede Menge Unsinn an. Frau Weingärtner macht das Haustier ihres Sohnes, den süßen Waschbär Oskar, als Schuldigen aus und will ihn daraufhin in den Zoo geben. Und dann verschwinden auch noch auf seltsame Weise Dinge aus der Herberge.
Conni und ihre Freunde müssen schleunigst handeln: Wird es den Kindern gelingen, Waschbär Oskar zu retten, Mau zu bändigen und auch noch einen echten Dieb zu finden?

## Produktion
Der Animationsfilm wurde von youngfilms, Senator Film Köln, Traumhaus Studios, Telegael (Irland), B-Water Studios (Spanien) mit kleinem Budget produziert. Die wesentlichen Arbeiten wurden in Hamburg, Erfurt, Barcelona und Spiddal (Co. Galway, Irland) ausgeführt. Die 3D-Computeranimation wurde im Look eines 2D-Zeichentrickfilms gerendert.
Als Verleih brachte der Senator Film Verleih / Wild Bunch den Kinderfilm auf die Kino-Leinwand. Die DVDs sind bei Sonys Label EUROPA erhältlich und das Hörspiel bei Karussell / Universal.
Die gemeinsam von Thüringen, Sachsen, Sachsen-Anhalt sowie MDR und ZDF getragene Mitteldeutsche Medienförderung (MDM), die Film- und Medienstiftung NRW, die Filmförderungsanstalt (FFA) und der Deutsche Filmförderfonds (DFFF) hatten den Film mit Produktions- sowie Verleihförderung unterstützt.
Die Uraufführung war am 2. Juli 2020 im Cine Star Kino in Erfurt.

## Kritik
Viele Kritiken hoben die kindgerechte Geschichte hervor, die mit „genau [der] richtigen Portion Spannung, die aber niemals bedrohlich wirkt und zugleich den Eindruck vermittelt, dass Conni und ihre Freund*innen das Geschehen jederzeit im Griff haben“ erzählt wird. Andere hoben hervor, dass der Film bei aller Konventionalität eine gute Mischung aus Ernst und Spaß böte.

## Auszeichnungen
Der Film erhielt von der Deutschen Film- und Medienbewertung das Prädikat „besonders wertvoll“ und den „Daumen hoch“ von der Jugendfilmjury (FBW). Am 17. September 2020 erhielt der Film von der Arbeitsgemeinschaft Kino – Gilde deutscher Filmkunsttheater den Gilde Filmpreis in der Kategorie „Bester Kinderfilm“.